# Форт-Діфаєнс (Аризона)
Форт-Діфаєнс, Цехуцуі (англ. Fort Defiance; навахоTséhootsooí) — переписна місцевість (CDP) в США, в окрузі Апачі штату Аризона. Населення — 3541 особа (2020).

## Географія
Форт-Діфаєнс розташований за координатами 35°44′49″ пн. ш. 109°4′7″ зх. д. / 35.74694° пн. ш. 109.06861° зх. д. (35.746821, -109.068504). За даними Бюро перепису населення США в 2010 році переписна місцевість мала площу 15,80 км², уся площа — суходіл.

## Демографія
Згідно з переписом 2010 року, у переписній місцевості мешкали 3624 особи в 1060 домогосподарствах у складі 801 родини. Густота населення становила 229 осіб/км². Було 1250 помешкань (79/км²).
Расовий склад населення:
| - 93,5 % — корінних американців - 2,2 % — білих - 1,2 % — азіатів - 0,1 % — вихідців з тихоокеанських островів - 0,1 % — чорних або афроамериканців |

До двох чи більше рас належало 2,6 %. Частка іспаномовних становила 2,2 % від усіх жителів.
За віковим діапазоном населення розподілялося таким чином: 33,2 % — особи молодші 18 років, 58,6 % — особи у віці 18—64 років, 8,2 % — особи у віці 65 років та старші. Медіана віку мешканця становила 29,9 року. На 100 осіб жіночої статі у переписній місцевості припадало 95,2 чоловіків; на 100 жінок у віці від 18 років та старших — 92,6 чоловіків також старших 18 років.
Середній дохід на одне домашнє господарство становив 39 755 доларів США (медіана — 33 264), а середній дохід на одну сім'ю — 41 362 долари (медіана — 34 509). За межею бідності перебувало 41,8 % осіб, у тому числі 54,2 % дітей у віці до 18 років та 19,7 % осіб у віці 65 років та старших.
Цивільне працевлаштоване населення становило 1083 особи. Основні галузі зайнятості: освіта, охорона здоров'я та соціальна допомога — 35,1 %, публічна адміністрація — 15,1 %, роздрібна торгівля — 11,3 %, мистецтво, розваги та відпочинок — 9,3 %.